# 坦莱韦克
坦莱韦克（法語：Thun-l'Évêque，法語發音：[tœ̃ levɛk]）是法国上法兰西大区北部省的一个市镇，属于康布雷区。

## 地理
坦莱韦克（50°13'35"N, 3°17'17"E）面积5.69 平方千米，位于法国上法蘭西大區北部省，该省份为法国最北部的省份及最长的省份，西北濒北海，西接加来海峡省，南至埃纳省和索姆省，东与比利时接壤。
与坦莱韦克接壤的市镇（或旧市镇、城区）包括：埃特兰、邦蒂尼、屈维莱尔、埃科德夫尔、埃瓦尔、伊维、帕扬库尔、坦圣马丹。

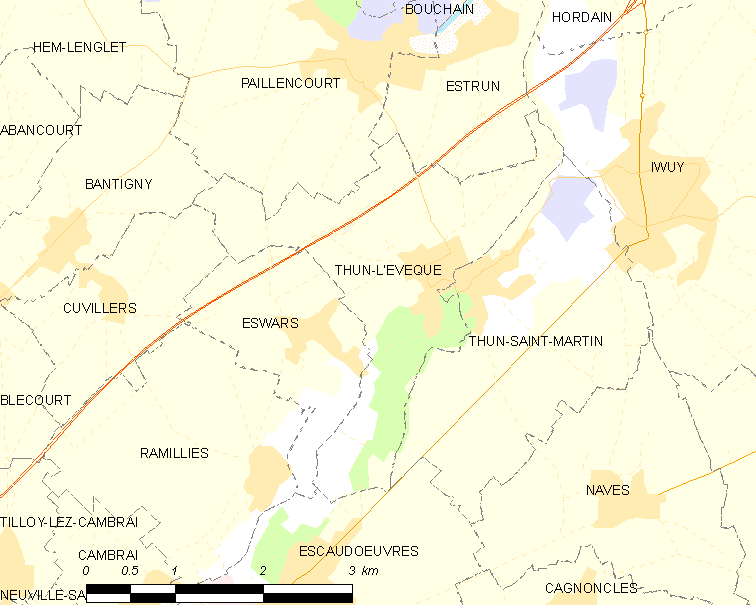
坦莱韦克的OSM定位图

坦莱韦克的时区为UTC+01:00、UTC+02:00（夏令时）。

## 行政
坦莱韦克的邮政编码为59141，INSEE市镇编码为59593。

## 政治
坦莱韦克所属的省级选区为康布雷县。

## 人口

1962-2008年间坦莱韦克人口变化图示

坦莱韦克于2022年1月1日时的人口数量为777人。